# Конструктор тестов
Конструктор тестов — утилита, представляет собой профессиональную систему создания тестов и проверки знаний.
Программное обеспечение разработано Павлом Козловским и работает под управлением Microsoft Windows.

## Описание
Утилита «Конструктор тестов» предоставляет пользователям мощный и простой в использовании инструмент для создания высокопрофессиональных тестов для проверки знаний. Программу можно использовать как на домашнем компьютере, так и на компьютерах в школах или других учебных заведений.
Программу состоит из двух функциональных блоков — «Редактор» и «Тренажёр». С помощью первого можно создавать, редактировать и удалять тесты, а с помощью второго осуществлять сам процесс тестирования.
В число её возможностей входят неограниченное количество тем (тестов), faq системы, а также привязывание к созданному тесту музыкальное сопровождение, назначение звуковых эффектов в формате WAV, MID или RMI, добавление графических JPG, JPEG, BMP, ICO, EMF, WMF-файлов, AVI-видео файлов или форматированного текста. Имеется поддержка многопользовательского тестирования на одном компьютере с созданием персональной карточки для каждого пользователя. «Конструктор тестов» оснащён хранилищем результатов, которое собирает и хранит результаты проведённых тестирований с различных персональных компьютеров по локальной сети и отправляет их на сервер официального сайта программы в модуль «Администратор результатов».
Имеется возможность сохранить текст в файл DB, DBF, TXT, HTML, XLS, DOC, RTF, PDF и другие или осуществить его печать на принтере; создание множественного выбора ответа, к примеру, выбор одного/нескольких правильных ответов, самостоятельный ввод ответа с клавиатуры или установка последовательности правильных ответов и другие; создание резервной копии, проверка орфографии, синхронизирование базы данных (экспорт в архив и импорт из него) для переноса с одного компьютера на другой или обмена данными с другим пользователем; копирование тем целиком или только выборочных вопросов; интернациональная поддержка языков; и многое другое.

## Награды
- «Лучшее ПО 2006 года» от издания PC Magazine/Russian Edition.
- Другие награды